# Таманський (танкер)
Таманський — український нафтовий танкер, що зареєстрований у порту Керчі та належить компанії «Керченський морський рибний порт». У зв'язку з окупацією Криму Росією тимчасово базується у порту Чорноморська.
Судно споруджене 1985 року на болгарській судноверфі імені Івана Димитрова в Русе. Перебуває у власності Керченського морського рибного порту. З часу введення в експлуатацію працював на радянські та українські державні компанії та агентства, виконував замовлення приватних компаній.
Протягом 2015—2016 років судно було предметом судових суперечок між Україною та офшорною компанією-фрахтувальником «Cowen Management S.A.», яка зареєстрована на Багамських островах і є пов'язаною з Росією. Відібравши в України Крим із Керченським портом, Росія мала намір заволодіти і танкером шляхом певних махінацій. Компанія фрахтувальник створила штучну заборгованість за ремонт судна, в результаті чого «Таманський» був заарештований в турецькому порту Ялова. «Cowen Management S.A.» передала до суду документи, у яких танкер визнавався власністю Росії, не визнававши Україну власником судна. У результаті судових змагань власником судна визнано Україну, а борг за фрахт визнано недійсним